# Al-Mansur ben al-Nasir
Al-Mansur ben al-Nasir  (¿?-1104) fue un gobernante de la dinastía bereber hamadita, que gobernó en el Magreb central (Argelia) (reinado 1088-1104).

## Biografía
Al-Mansur ben al-Nasir sucedió a su padre An-Nasir ibn Alannas ibn Hammad en 1088. En 1090, dejó Al-Qal'a de Beni Hammad, la capital tradicional de los hammaditas, para establecerse en Bugía  con sus tropas y su corte. Dejó la región por la destrucción causada por la llegada de los Banu Hilal. Su padre ya se había preparado para este traslado transformando el puerto pesquero en una ciudad que llamó An-Nasiriya. La instalación en Bugía, debido a la relativa dificultad de acceso de los jinetes árabes, proporcionó refugio de sus ataques. Al-Mansur hizo construir edificios públicos, palacios, un sistema de suministro de agua y jardines en Bugía. El reino hammadita se convirtió así en un reino de gente sedentaria más que nómada. Sin embargo, Al-Mansur no abandonó totalmente a Al-Qal'a  en la que también construyó palacios. El reino hammadita tenía entonces dos capitales unidas por un camino real.
Tan pronto como estuvo en el trono, su tío Belbar, a quien An-Nasir había nombrado gobernador de Constantina, trató de hacerse independiente. Al-Mansur envió una expedición para sofocar este intento de revuelta. Abu Yakni, hijo de Al-Qaid ibn Hammad, lideró esta expedición y se le agradeció al ser nombrado gobernador de Constantina y Annaba. Una vez que llegó a este puesto, pronto se rebeló a su vez. Envió a su hermano Ouighlan  a Mahdía con la misión de ofrecer Annaba al zirí Tamim ibn al-Mu'izz. Este último acepta y envió a su hijo Abu al-Futouh a reinar allí con Ouighlan4.
En 1091, cuando los almorávides se apoderaron de Al-Ándalus, el último rey taifa de Almería vino a pedir asilo con Al-Mansur. Este último le concedió entonces Aïn Tedles.
Al-Mansur fue a sitiar Annaba durante siete meses. Abu al-Foutouh fue tomado prisionero y enviado a Al-Qalaâ. Al-Mansur entonces sitió a Constantino. Abu Yakni prefiere refugiarse en los Aures. El líder árabe que dejó en Constantina entregó la ciudad a Al-Mansur por una gran suma de dinero. Desde su fortaleza en el Aures, Abu Yakni lanzó incursiones contra Constantina y murió durante una de ellas (1094).
Al-Mansur había formado lazos matrimoniales con los Zenata, lo que no le impidió hacerles la guerra, pero sufrió una derrota. Volviendo a Bugía, mató a su esposa porque era la hermana de su vencedor MAKHOUKH, jefe de la poderosa tribu Zenata Beni-Ouamannou. Este crimen alienta a los Zenata en su alianza con los almorávides de Tremecén a los que instigó a invadir el territorio de los hammaditas. En respuesta, Al-Mansur marcha sobre Tremecén. El soberano almorávide Youssef ibn Tachfin había tomado posesión de la ciudad en 1081. El gobernador de la ciudad fue puesto en dificultades por Al-Mansur, y Youssef ibn Tachfin tomó la decisión de prohibir a sus tropas que invadieran los territorios hammaditas y de hacer la paz.
Algún tiempo después las hostilidades entre los almorávides y los hammaditas se reanudaron. Al-Mansur envió a su hijo Abd Allah contra ellos. Los almorávides se retiraron. Abd Allah continuó su campaña y ocupó los territorios ocupados por los Zenatas que se habían convertido en aliados de los almorávides en su hostilidad hacia los hammaditas. Abd Allah tomó territorios de los Banu Wemmanu (una tribu Zenata) y luego regresó con su padre. La guerra se reanudó entre los hammaditas y los Zenata. El gobernador de Tremecén nombrado por Tashfin ben Tinaghmar salió para tomar Achir. En respuesta, Al-Mansur reunió a todas las tropas de las tribus Sanhaya y otros pueblos aliados, árabes y bereberes, y marchó sobre Tremecén (1102). Estaba a la cabeza de 20 000 hombres cuando llegó a las orillas del uadi Sikkak y permitió que su ejército tomara la ciudad mientras él salía en persecución de Tashfin ben Tinaghmar que se dirigía hacia Tessala. Los dos ejércitos se enfrentaron y Tashfin ben Tinaghmar sufrió una derrota. Mientras tanto, el ejército de Al-Mansur había tomado posesión de Tremecén y había comenzado a saquearlo. La esposa del gobernador fugitivo Tashfin ben Tinaghmar imploró su misericordia a Al-Mansur, quien salvó la ciudad y regresó a Al-Qalaâ.
Después de esta expedición, volvió sus armas contra los Zenata y los obligó a dispersarse en el Zab y el Magreb central. A su regreso a Bugía, atacó a las tribus que ocupaban los alrededores y les hizo sufrir tantas pérdidas que tuvieron que dispersarse en las montañas, mientras que hasta entonces los hammaditas no habían logrado someterlas.
Al-Mansur murió en 1104. Su hijo Badis ben Mansur le sucedió.